# Kinseyrapporterna
Kinseyrapporterna är två böcker om människans sexuella vanor: Sexual Behavior in the Human Male (1948) och Sexual Behavior in the Human Female (1953), skrivna av Alfred Kinsey, Wardell Pomeroy och Clyde Martin och publicerade av Saunders förlag. Kinsey var en zoolog vid Indianas Universitet och grundare av Kinsey Institute for Research in Sex, Gender and Reproduction (mer allmänt känt som Kinseyinstitutet).  
Sexual Behavior in the Human Female baserades på personliga intervjuer med 6 000 kvinnor. Kinsey analyserade svaren för att finna hur ofta kvinnorna deltog i olika sexuella aktiviteter och tittade på hur faktorer så som ålder, socioekonomisk klass och religiositet påverkade sexuellt beteende. Jämförelser görs mellan kvinnliga och manliga sexuella beteenden. Kinseys data visade att kvinnor i allmänhet var mindre sexuellt aktiva än män i alla aspekter, men att de fortfarande var mer sexuellt aktiva än vad som var allmänt trott vid denna tid. När boken publicerades verkar det som om Kinsey var av åsikten att män och kvinnor är mer lika i den biologiska aspekten av deras sexualitet än han tidigare trott, och att både mäns och kvinnors sexualitet verkar vara formad, inte bara undertryckt, av social och kulturell påverkan. 

## Mottagande
Böckerna som har sålts i över 750 000 exemplar och översatts till tretton olika språk kan anses vara bland de mest framgångsrika och inflytelserika vetenskapliga skrifterna under 1900-talet. Boken om kvinnor såldes i 270 000 exemplar på mindre än en månad.
Böckerna orsakade omedelbar kontrovers och sensation. Slutsatserna som drogs orsakade chock och indignation, både för att de utmanade konventionell tro om sexualitet och för att de öppet diskuterade ämnen som tidigare varit tabu. 

## Rön

### Sexuell läggning
Delar av Kinseyrapporterna gällande sexuell läggning används ofta som stöd för den vanliga uppfattningen att ungefär 10 procent av människor är homosexuella. Kinsey själv undvek dock och motsatte sig användandet av termer som homosexuell eller heterosexuell för att beskriva individer. Han framhöll istället att dels kan sexualitet förändras över en människas liv, och dels består sexuellt beteende både av den fysiska kontakten och psykologiska fenomonen som attraktion, åtrå och fantasier. Istället för att använda de traditionella tre kategorierna (homosexualitet, bisexualitet och heterosexualitet) skapade han en skala med sju steg, och en åttonde kategori för asexuella lades in av hans medarbetare. 
Rapporterna berättar att nästan 46 procent av manliga testsubjekt hade reagerat sexuellt på personer av båda könen under sitt vuxna liv, och 37 procent hade haft minst en homosexuell upplevelse. 11,6 procent av vita män i åldern 20-35 klassificerades i kategori 3 (Ungefär lika mycket heterosexuell som homosexuell) under sitt vuxna liv. Studien rapporterade även att 10 procent av de amerikanska männen som intervjuades varit mer eller mindre exklusivt homosexuella (5-6 på skalan) under en period av minst tre år mellan åldrarna 16 och 55.
Bland kvinnor i åldrarna 20-35 klassificerades 7 procent av ensamstående och 4 procent av de som varit gifta inom kategori 3 på skalan för innevarande period, 2-6 procent av kvinnorna var mer eller mindre exklusivt homosexuella (5-6 på skalan) i erfarenhet och reaktion, och 1-3 procent av de ogifta var exklusivt homosexuella (6 på skalan) i erfarenhet och reaktion.

### Kinseyskalan
Kinseyskalan försöker beskriva en persons sexuella historia eller vissa perioder av sexuell aktivitet. Skalan rankar sexuellt beteende från 0 till 6, där 0 är helt heterosexuell och 6 är helt homosexuell. En extra kategori kallad X användes för att beskriva asexuella, de som inte upplevde någon som helst sexuell åtrå.

### Samlag inom äktenskapet
Kvinnor rapporterade att den medelsnittsliga frekvensen av samlag inom äktenskapet var 2,8 gånger i veckan i de sena tonåren, 2,2 gånger i veckan vid 30 års ålder, och 1,0 gånger i veckan vid 50 års ålder. Kinsey uppskattade att ungefär 50 procent av alla gifta män hade en utomäktenskaplig sexuell upplevelse vid något tillfälle under sitt gifta liv. I testgruppen hade 26 procent av kvinnor haft utomäktenskapligt sex innan 40 års ålder. Mellan 1 av 6 och 1 av 10 kvinnor mellan åldrarna 26 och 50 hade en pågående utomäktenskaplig affär. Dock kan resultaten påverkats av att Kinsey klassificerade alla par som bott tillsammans i minst ett år som gifta.

### Sadomasochism
12 procent av kvinnor och 22 procent av män rapporterade en sexuell reaktion på en sadomasochistisk berättelse.

## Kritik
Akademisk kritik lades fram angående urvalsfel i undersökningens metodik. De två huvudproblemen som påpekades var att en stor del av de tillfrågade i den manliga undersökningen kom från fängelser eller var manliga prostituerade, samt att personer som anmäler sig frivilligt att bli intervjuade om tabubelagda ämnen sannolikt inte är representativa för befolkningen som helhet. Samma år som rapporten publicerades, 1948, fördömde en kommitté från American Statistical Association undersökningens urvalsprocedur.  Den välkända statistikern John Tukey var kanske den mest högljudda kritikern och uttryckte att ”Tre slumpmässigt utvalda personer hade varit bättre än en grupp om 300 utvalda av Herr Kinsey.”
Som respons rensade Paul Gebhard, Kinseys efterföljare som föreståndare för Kinsey Institutet, undersökningens data från de omstridda grupperna såsom fängelsepopulationen och manliga prostituerade och publicerade 1979 tillsammans med Alan B. Johnson The Kinsey Data: Marginal Tabulations of the 1938–1963 Interviews Conducted by the Institute for Sex Research. Gebhard hävdade att han var överraskad av de slutsatser som denna nya sammanställning kom till: inga av Kinseys ursprungliga beräkningar ändrades signifikant av det påstådda urvalsfelet. Resultaten summerades av historikern, dramatikern och HBT-aktivisten Martin Duberman, ”Istället för Kinseys 37 procent (män som haft minst en homosexuell upplevelse), kom Gebhard och Johnson fram till 36,4 procent; siffran 10 procent (män som levt mer eller mindre exklusivt homosexuellt under minst 3 år mellan åldrarna 16 och 55) sjönk när man exkluderade män i fängelse från 10 procent till 9,9 procent för vita män med en college-utbildning, och 12,7 procent för mindre utbildade män.”